# Liter of Light
Liter of Light er en global open source-bevægelse. Den har til formål at forsyne husstande, der enten ikke har adgang til elektricitet, eller som ikke har råd til det, med en økologisk og økonomisk bæredygtig lyskilde, kaldet en moserlampe efter dens brasilianske opfinder, mekanikeren Alfredo Moser. Opfindelsen er ganske enkel; det handler om at fylde en 1,5 liter plastflaske med demineraliseret vand og blegemiddel for at forhindre algevækst, hvorefter flasken kan monteres i et hul i husstandens loft som lyskilde, der omtrent svarer til en 55 watt-lyspære. Metoden er kun anvendelig i dagslys, da den sender solens lys ind i rummet. Er en sådan flaske installeret korrekt, vil den kunne holde op til omkring 5 år.